# Lichinga
Lichinga er hovedby i provinsen Niassa i Mozambique. Den ligger næsten 1500 meter over havet på Lichinga-plateauet, øst for Niassasøen (Malawisøen). Byen har en befolkning på 112.000 indbyggere og blev grundlagt som Vila Cabral og har en lufthavn. 
En gren af jernbanen fra havnen til Nacala stopper i denne by.
13°18′00″S 35°14′44″Ø / 13.3°S 35.2456°Ø